# Lennart Rönnmark
Lennart Carl August Rönnmark, född 25 januari 1909 i Hörby församling, Malmöhus län, död 10 maj 2003, var en svensk väg- och vattenbyggnadsingenjör och professor. 

## Biografi
Rönnmark utexaminerades från Kungliga Tekniska högskolan 1932, var konstruktör hos Hjalmar Granholm 1932–1934, Stockholms stads slussbyggnadskommitté 1934, arbetschef hos AB Skånska Cementgjuteriet i Stockholm 1934–1939, chef för dess göteborgsavdelning 1939–51, professor i byggnadsekonomi och byggnadsorganisation vid Chalmers tekniska högskola 1952–1974 (tf. 1951) samt högskolans rektor 1958–1966.
Rönnmark var ordförande i Byggnadstekniska föreningen i Göteborg 1947–1948, Svenska väg- och vattenbyggares riksförbunds göteborgsavdelning 1951–1952, Tekniska samfundets avdelning för väg- och vattenbyggnad 1951–1953 och Göteborgs Byggtjänst 1951–68. Han var vice ordförande i Svenska Teknologföreningen 1960 och ordförande för Nordisk byggdag 1961–1969. 
Rönnmark var ordförande i Svensk-nederländska föreningen i Göteborg 1958–1974, i Kvibergs skytteförening 1951–1969, vice ordförande i Göteborgs och Bohus läns skytteförbund 1950–1969, ordförande 1969–1972, ledamot av Skytteförbundens överstyrelse 1958–1979, dess verkställande utskott 1966–1979 (vice ordförande 1969–1971, ordförande 1972–1979), hedersledamot från 1979, styrelseledamot i Föreningen för Göteborgs försvar 1945–1980, ordförande i dess arbetsutskott 1954–80, styrelseledamot i Svenska textilforskningsinstitutet 1964–66 och ordförande i Svenska silikatforskningsinstitutet 1964–75. 
Rönnmark var vice styrelseordförande i Forbo-Forshaga AB 1971–80, Pharmacia AB 1965–1974, Apotekarnes Droghandel AB (ADA) 1952–64, AB Svenska fryserierna 1948–1971, ordförande 1952–1971, styrelseledamot i Länssparbanken Göteborg 1968–1978, i Allmänna Brand 1962–79 och AB Skånska Cementgjuteriet 1967–1979.
Rönnmark var ledamot av Göteborgs stadsfullmäktige 1955–1970 (andre vice ordförande 1966–1970, Högerpartiet) och partiets ordförande i Göteborg 1967–1969. Han var även styrelseledamot i Skattebetalarnas förening 1958–1968 (vice ordförande 1965–1968). 
Rönnmark blev svensk mästare i gevärsskytte 1934 och 1938. Han invaldes som ledamot av Kungliga Ingenjörsvetenskapsakademien 1962 (vice preses 1966–1969) och Kungliga Vetenskaps- och Vitterhetssamhället i Göteborg 1964 (ordförande 1981–1982).